# Communist Party of India
Communist Party of India, CPI (hindi: भारतीय कमयुनिस्त पार्टी, Bharatiya Kamyunist Party; tamil: இந்திய கம்யூனிஸ்ட் கட்சி, Intia Kamyunist Katchi), är ett politiskt parti i Indien. Inom den indiska kommunistiska rörelsen finns olika åsikter om när och var det indiska kommunistpartiet grundades, men CPI vidhåller att partiet bildades 26 december 1925. Communist Party of India (Marxist), som är en utbrytning från CPI, menar att partiet grundades i Sovjetunionen 1920.

## Historia

### Kolonialtiden
Under 1920- och början av 1930-talen var partiet illa organiserat och i praktiken existerade olika kommunistiska grupper runt om i landet som arbetade med begränsad koordinering. De brittiska koloniala myndigheterna hade förbjudit kommunistisk verksamhet, något som allvarligt försvårade partibygget och 1924 åtalades flera av grundarna till partiet för försök att genomföra en kommunistisk revolution och störta kejsaren. Fallet ledde till att den kommunistiska ideologin uppmärksammades och blev känd i indiska politiska kretsar. Först 1935 var partiet moget att erkännas som indisk sektion av den Tredje Internationalen (Komintern).
I samband med Kominterns kursändring mot folkfrontspolitik 1935 ändrades de indiska kommunisternas förhållande till Kongresspartiet. Kommunisterna gick med i Congress Socialist Party, Kongresspartiets vänsterflygel. I Kerala kom man att vinna majoriteten av CSP till sin sida och under en kort tid kontrollera Kongresspartiet där.
Under andra världskriget skedde dramatiska förändringar för de indiska kommunisterna. Sedan Sovjetunionen allierat sig med Storbritannien legaliserades det indiska kommunistpartiet för första gången. Kommunisterna stärkte sin kontroll över All India Trade Union Congress, den indiska fackliga centralorganisationen. Samtidigt hamnade kommunisterna i blåsväder då de valde att inte stödja Kongresspartiets massagitation mot britterna, Quit India Movement.

### Indiska självständigheten
Under perioden kring och strax efter självständigheten 1947 var den interna situationen i partiet tumultartad. Partiet pendlade fort mellan "vänster- och högerlinjer". I flera områden bedrev partiet väpnad kamp mot olika maharajor som inte mer än motvilligt lämnade ifrån sig sin makt. Sådana uppror ägde rum bl.a. i Tripura, Tebghana och Kerala. Men det viktigaste upproret äger rum mot Nizamen av Hyderabad i Telegana. Där byggde kommunisterna upp en folkarmé och milis som behärskade ett område med en befolkning på tre miljoner. Upproret krossades dock brutalt och partiet övergav den väpnade kampen. I det andra parlamentsvalet i det fria Indien 1957 blev kommunisterna det största oppositionspartiet.
1957 vann CPI makten i delstaten Kerala. Detta var första gången ett oppositionsparti vunnit kontrollen över en indisk delstat. E.M.S. Namboridipad blev chefsminister.
En allvarlig splittring uppstod 1962. En anledning var den indo-kinesiska gränskonflikten, där den sovjettrogna delen av indiska kommunistpartiet ställde upp bakom landets regering medan den oppositionella delen menade att konflikten var en konflikt mellan en socialistisk och en kapitalistisk stat. Det fanns även andra ideologiska skiljelinjer, bl.a. synen på det indiska klassamhället. 1964 fullbordades splittringen då två parallella kongresser hölls, en för CPI och en för Communist Party of India (Marxist) (CPI(M)).
Under perioden 1970-77 var CPI allierade med Kongresspartiet. I Kerala samregerade man med Kongresspartiet, med CPI-ledaren A. Menon som chefsminister. Efter att Indira Gandhis regim fallit 1977, omorienterade CPI sig dock och började samarbeta med CPI(M).

## Politik

### Dagspolitiska frågor

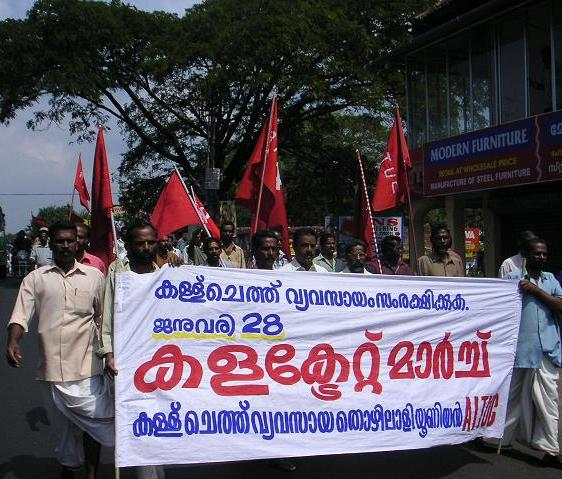
AITUC-demonstration i Alappuzha

CPI är erkänt av indiska valkommissionen som ett "nationellt parti".
Partiet ingår i delstatsregeringar i Västbengalen och Manipur. CPI hade en minister i Tripuras delstatsregering fram till juni 2004, men denne var tvungen att avgå efter att en ny lag som begränsar delstatskabinetters storlek trätt i kraft.
Partiet ingår i Left Front i Västbengalen och Tripura, och i Kerala är CPI medlem i Left Democratic Front.
På riksplanet utgör partiet tillsammans med CPI(M) en viktig del av United Progressive Alliance-regeringens parlamentariska bas, men han har valt att inte ingå i regeringen.
CPI:s nuvarande generalsekreterare heter A.B. Bardhan.
Partiets viktigaste "massorganisationer" är:
- All India Trade Union Congress
- All India Youth Federation
- All India Students Federation
- National Federation of Indian Women
- All India Kisan Sabha (bondeorganisation)
- Bharatiya Khet Mazdoor Union (lantarbetare)

## Valresultat

### Val tillLok Sabha

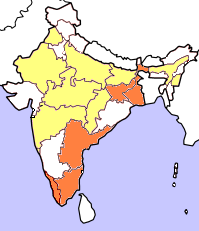
Lok Sabha 2004.

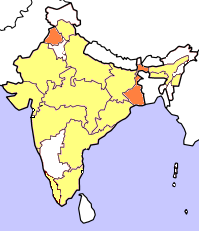
Lok Sabha 1999.

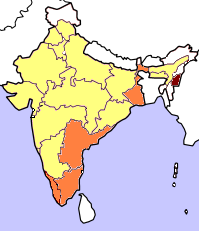
Lok Sabha 1998.

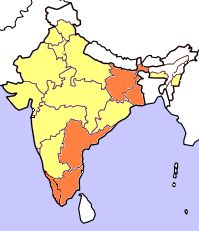
Lok Sabha 1996.

| Delstat                | Antal kandidater 2004 | Antal valda 2004 | Antal kandidater 1999 | Antal valda 1999 | Totalt antal mandat från delstaten |
| Andhra Pradesh         | 1                     | 1                | 6                     | 0                | 42                                 |
| Arunachal Pradesh      | 0                     | 0                | 0                     | 0                | 2                                  |
| Assam                  | 1                     | 0                | 1                     | 0                | 14                                 |
| Bihar                  | 6                     | 0                | 9                     | 0                | 40 (2004)/54(1999)                 |
| Chhattisgarh           | 1                     | 0                | -                     | -                | 11 (2004)                          |
| Goa                    | 2                     | 0                | 2                     | 0                | 2                                  |
| Gujarat                | 0                     | 0                | 1                     | 0                | 26                                 |
| Haryana                | 0                     | 0                | 0                     | 0                | 10                                 |
| Himachal Pradesh       | 0                     | 0                | 1                     | 0                | 4                                  |
| Jammu och Kashmir      | 0                     | 0                | 0                     | 0                | 6                                  |
| Jharkhand              | 1                     | 1                | -                     | -                | 14 (2004)                          |
| Karnataka              | 0                     | 0                | 0                     | 0                | 28                                 |
| Kerala                 | 4                     | 3                | 4                     | 0                | 20                                 |
| Madhya Pradesh         | 2                     | 0                | 1                     | 0                | 29 (2004)/40(1999)                 |
| Maharashtra            | 1                     | 0                | 2                     | 0                | 48                                 |
| Manipur                | 1                     | 0                | 1                     | 0                | 2                                  |
| Meghalaya              | 0                     | 0                | 2                     | 0                | 2                                  |
| Mizoram                | 0                     | 0                | 0                     | 0                | 1                                  |
| Nagaland               | 0                     | 0                | 0                     | 0                | 1                                  |
| Orissa                 | 0                     | 0                | 3                     | 0                | 21                                 |
| Punjab                 | 1                     | 0                | 1                     | 1                | 13                                 |
| Rajasthan              | 2                     | 0                | 4                     | 0                | 25                                 |
| Sikkim                 | 0                     | 0                | 0                     | 0                | 1                                  |
| Tamil Nadu             | 2                     | 2                | 2                     | 0                | 39                                 |
| Tripura                | 0                     | 0                | 0                     | 0                | 2                                  |
| Uttar Pradesh          | 6                     | 0                | 11                    | 0                | 80 (2004)/85 (1999)                |
| Uttaranchal            | 0                     | 0                | -                     | -                | 5 (2004)                           |
| Västbengalen           | 3                     | 3                | 3                     | 3                | 42                                 |
| Unionsterritorier:     |                       |                  |                       |                  |                                    |
| Andaman & Nicobar      | 0                     | 0                | 0                     | 0                | 1                                  |
| Chandigarh             | 0                     | 0                | 0                     | 0                | 1                                  |
| Dadra and Nagar Haveli | 0                     | 0                | 0                     | 0                | 1                                  |
| Daman and Diu          | 0                     | 0                | 0                     | 0                | 1                                  |
| Delhi                  | 0                     | 0                | 0                     | 0                | 7                                  |
| Lakshadweep            | 0                     | 0                | 0                     | 0                | 1                                  |
| Pondicherry            | 0                     | 0                | 0                     | 0                | 1                                  |
| Totalt:                | 34                    | 10               | 54                    | 4                | 543                                |

### Delstatsval
| Delstat              | Antal kandidater | Antal valda | Antal röster | %       | Totalt antal mandat i församlingen | Valår |
| Andhra Pradesh       | 12               | 6           | 545867       | 36,86 % | 294                                | 2004  |
| Assam                | 19               | 0           | 116889       | 7,86 %  | 126                                | 2001  |
| Bihar                | 153              | 5           | 1334386      | 7,54 %  | 324                                | 2000  |
| Chhattisgarh         | 18               | 0           | 103776       | 5,94 %  | 90                                 | 2003  |
| Delhi                | 2                | 0           | 1098         | 0,67 %  | 70                                 | 2003  |
| Goa                  | 3                | 0           | 800          | 1,52 %  | 40                                 | 2002  |
| Gujarat              | 1                | 0           | 3716         | 5,86 %  | 181                                | 2002  |
| Haryana              | 10               | 0           | 14424        | 1,64 %  | 90                                 | 2000  |
| Himachal Pradesh     | 7                | 0           | 6220         | 1,91 %  | 68                                 | 2003  |
| Jammu och Kashmir    | 5                | 0           | 4137         | 1,8 %   | 87                                 | 2002  |
| Karnataka            | 5                | 0           | 26223        | 4,96 %  | 224                                | 2004  |
| Kerala               | 22               | 7           | 1141344      | 46.02 % | 140                                | 2001  |
| Madhya Pradesh       | 17               | 0           | 79994        | 3,86 %  | 230                                | 2003  |
| Maharashtra          | 19               | 0           | 50772        | 2,38 %  | 288                                | 1999  |
| Manipur              | 16               | 5           | 58102        | 18,2 %  | 60                                 | 2002  |
| Meghalaya            | 3                | 0           | 551          | 1,07 %  | 60                                 | 2003  |
| Mizoram              | 4                | 0           | 124          | 0,3 %   | 40                                 | 2003  |
| Orissa               | 6                | 1           | 129989       | 17,22 % | 147                                | 2004  |
| Pondicherry          | 2                | 0           | 8835         | 29,1 %  | 30                                 | 2001  |
| Punjab               | 11               | 2           | 220785       | 22,56 % | 117                                | 2002  |
| Rajasthan            | 15               | 0           | 44200        | 2,58 %  | 200                                | 2003  |
| Tamil Nadu           | 8                | 5           | 444710       | 48,54 % | 234                                | 2001  |
| Tripura              | 2                | 1           | 23443        | 49,39 % | 60                                 | 2003  |
| Uttar Pradesh        | 5                | 0           | 69648        | 10,08 % | 402                                | 2002  |
| Uttaranchal          | 14               | 0           | 24111        | 4 %     | 70                                 | 2002  |
| Västbengalen         | 13               | 7           | 655237       | 43,25 % | 294                                | 2001  |
| Totalt antal röster: | 5109381          |             |              |         |                                    |       |

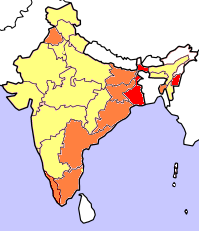
Delstatsval närmast före juni 2004.

Resultat från den indiska valkommissionens hemsida. Resultatet tar inte hänsyn till faktorer som delning av delstater (Bihar har efter valet 2000 delats i Bihar och Jharkhand), avhopp (CPI:s två ledamöter i Punjab har efter valet gått över till Kongresspartiet) eller fyllnadsval under mandatperioden.